# Alois Lecoque
Alois Lecoque, narozený Alois Kohout, křtěný Alois Jan (21. března 1891 Královské Vinohrady – 7. března 1981 Los Angeles), byl český malíř. 

## Život
Alois Kohout se narodil na Královských Vinohradech svobodné matce Františce Šimečkové z Hlušic, avšak vzápětí se přihlásil k otcovství Alois Kohout, toho času c.k. inženýr z Polánky. V roce 1918 se Alois Kohout oženil s Boženou Titzovou . Později studoval v Záhřebu a Paříži, kde také delší dobu působil a pofrancouzštil si příjmení. Umělecky patřil k pařížské škole (École de Paris) a byl silně ovlivněn impresionismem. Roku 1951 se odstěhoval do USA, kde později získal občanství. Zemřel v Los Angeles.

## Výstavy

### Autorské
- 1927 Alois Kohout: Výstava obrazů, Topičův salon (1918-1936), Praha
- 2020 Alois (Lecoque) Kohout, Galerie EinsZwei, Praha 2

### Kolektivní
- 1916 47. výstava Spolku výtvarných umělců Mánes, Obecní dům, Praha
- 1926 Viktor Tischler, Alois Kohout, Franz Barwig, Georg Ehrlich, Else von Kronenfels, Wiener Gobelin-Manufaktur, Dům umění města Brna, Brno
- 1931 60. Členská výstava Jednoty umělců výtvarných v Praze, Obecní dům, Praha
- 1932 Výstava valašských umělců nesdružených, Rožnov pod Radhoštěm, Rožnov pod Radhoštěm
- 1937 Arsen Sosnovský, Alois Kohout, Rubešova galerie, Praha 2
- 1938 III. Zlínský salon, Studijní ústav, Zlín
- 1940/1941 Národ svým výtvarným umělcům, Praha

### Adresář
- 1929 Adresář výtvarných umělců československých, Syndikát výtvarných umělců československých
- 1935 Adresář činných členů Jednoty umělců výtvarných v Praze (Voršilská 139, telefon č. 48930), Jednota umělců výtvarných (1898-1952), Praha
- 1937 Adresář výtvarných umělců československých, Syndikát výtvarných umělců československých